# (5242) Kenreimonin
(5242) Kenreimonin (1991 BO) – planetoida z pasa głównego asteroid okrążająca Słońce w ciągu 4,69 lat w średniej odległości 2,8 j.a. Odkryta 18 stycznia 1991 roku.